# Humphrey Koulen
Humphrey Koulen (8 oktober 1973) is een Surinaamse zanger en songwriter. Hij is sinds 2001 de voorman van de a-capellagroep  Humphrey & Friends. Hij stond vier keer als zanger en twee keer als componist in de finale van SuriPop. Hij won de speciale SuriPop Kerstsong Competitie in 2023 met zijn compositie Na so m wani fu syi kresneti.

## Biografie
Humphrey Koulen speelt altsaxofoon en is een jongere broer van Johan Herbert en Ingrid Herbert, twee bekende gospelartiesten uit de jaren 1970 en 1980. Hij is zelf muzikaal actief sinds 1993 en won in 1994 het Peace Scholierensongfestival. Hij heeft zich sinds zijn jeugd laten inspireren door a-capellamuziek en richtte in 2001 zijn a-capellagroep Humphrey & Friends op. De bezetting is in de loop van de decennia verschillende malen gewijzigd. De doelgroep is ongewijzigd luisteraars van middelbare leeftijd gebleven.
Hij stond vijf maal als zanger in de finale van het muziekfestival SuriPop, in de edities van XI - 2000 (Wan ati fu diamanti, met Artino Oldenstam), XII - 2002 (Call on him, met Ngina Devis en Olston Cadogan), XV - 2008 (Skin firi), XVIII - 2014 (Wan okasi) en XXII - 2024 (Wan bosroyti). Tijdens SuriPop XIX in 2016 werd voor het eerst een compositie van zijn hand in de finale opgevoerd, getiteld Mi sa tan lobi yu. Dat werd toen gezongen door Fanuel Herbert. In 2023 won hij de speciale SuriPop Kerstsong Competitie met zijn compositie Na so m wani fu syi kresneti.
In 2014 werd hij als zanger tweede tijdens het Evergreen Festival in de Anthony Nesty Sporthal. Als politieman is hij ook de zanger van de politiekapel. Hij zong het speciale lied dat de Commissie Voorlichting Verkiezingen had laten maken voor de verkiezingen van 2015.